# Дарко Шарић
Дарко Шарић (Пљевља, 21. октобар 1970) јесте српски наркобос и кријумчар. Сматра се за једног од највећих модерних кријумчара кокаина у Европи.
Шест пута је био осуђиван пресудама општинског суда у Пљевљима за пет различитих кривичних дела, угрожавање заштите на раду из нехата, уништавање уређаја у рудницима или другим грађевинским предузећима, уништавање пословних и стамбених просторија, проневеру и незаконито поседовање оружја и експлозива. Шарић је 2005. године добио држављанство Републике Србије.

## Биографија
Шира јавност у региону први пут је чула за Шарића у октобру 2009. године, када су новинске агенције јавиле да је уругвајска полиција запленила 2,8 тона кокаина на јахти под британском заставом Мауи у луци Сантиаго Васкуез, 25 км западно од Монтевидеа. Тада су ухапшени Уругвајац и Србин, који су покушали да пребаце кокаин са јахте на прекоокеански брод, чија је дестинација била Западна Европа. Терет је пресретнут у оквиру заједничке акције „Балкански ратник“ америчке агенције ДЕА, српске БИА и уругвајске полиције. У исто време, београдска полиција ухапсила је чланове Шарићеве групе који су се нашли у Србији.
У октобру 2009. покушај кријумчарења око 2,7 тона кокаина из Јужне Америке био је онемогућен. Клан око Шарића делује из Црне Горе. Полиција процењује приход зараде на пет милијарди евра. Према речима државног секретара у српском Министарству правде Слободана Хомена, Дарко Шарић зарађивао је милијарду евра годишње.
Тужилаштво за организован криминал Србије подигло је 13. априла 2010. године, оптужницу против Шарићеве групе. Оптужен је за шверц дроге (углавном кокаина), говорило се да је  Шарић расписао 10 милиона евра за убиство познатих политичара и полицајаца. Према наводима полиције, на списку су били председник Србије Борис Тадић, министарка правде Снежана Маловић, државни секретар правде Слободан Хомен и специјални тужилац против организованог криминала Миљко Радисављевић. Први планови за наводна убиства познати су од марта 2010. године. Између Србије и Црне Горе дошло је до дипломатских преокрета око хапшења Дарка Шарића. Црногорски премијер Мило Ђукановић оптужио је српске државне органе да су нарушили сарадњу истражитеља и тиме упозорили Шарића. Влада Србије, међутим, сумња да је Црна Гора омогућила и пружила заштиту бјегунцу.
У јулу 2012. београдски дневник Пресс известио је о додатних 10 милиона евра награде за убиства 6 садашњих или бивших државних и владиних званичника, које Шарић криви за колапс система дроге који је покренуо.
Почетком 2014. године Шарића је лоцирала српска тајна служба БИА у Јужној Америци и ухапсила у заједничкој операцији српске и црногорске полиције након што је за њим тражена међународна потерница. Доведен је у Црну Гору 18. марта, и на крају у српску престоницу Београд, где ће му бити суђено.

## Суђење
У Специјалном суду у Београду 9. марта 2012. године почело је обједињено суђење припадницима нарко клана Дарка Шарића, као и Родољубу Радуловићу званом Миша Банана, који су оптужени за кријумчарење укупно 5.754 килограма кокаина из Уругваја, Аргентине и Бразила у Западну Европу, током 2008. и 2009. године. Према одредбама новог Законика о кривичном поступку, велики део њихове имовине је привремено одузет. Процес је, 2016. године, после пет година трајања, кренуо поново од почетка, почело је суђење Шарићу и групи бизнисмена и адвоката, оптужених за прање новца од дроге, убацивањем 20 милиона евра у легалне финансијске токове. На оптуженичкој клупи овог пута заједно са Шарићем нашли су се оптужени који су били у бекству у време почетка првог суђења – Михаило Ђоковић и Дарко Тошић, који су осуђени у одсуству али су у међувремену ухапшени и изручени из Италије односно Холандије. Шарић и још 17 окривљених у том процесу терете се за прање око 22 милиона евра.
Дарко Шарић осуђен је 10. децембар 2018. на 15 година затвора, за шверц пет и по тона кокаина из Јужне Америке у Европу. Првобитну казну затвора од 20 година, на колико је Шарић био осуђен 2015. године, Апелациони суд је укинуо и наложио поновно суђење. Са њим су осуђени још двојица вођа криминалне групе на 15 година затвора осуђен је Дарко Соковић који се налази у бекству, а на 14 година Жељко Вујановић. Тројица оптужених који су добили статус сведока сарадника осуђени су на казне од 5 до 10 месеци затвора, а још 15 оптужених на казне од 10 до 13 година затвора. Пресуда је донета након поновљеног суђења, по налогу Апелационог суда, који је на лето 2016. године претходну пресуду Шарићу на 20 година затвора оборио због нејасно написане оптужнице и наложио ново суђење.
Дарко Шарић осуђен је, 2020. године, првостепеном пресудом, на 9 година затвора за прање новца. Након вишегодишњег бекства, као организатор криминалне групе која је „опрала” више од 20 милиона евра, Проглашен је кривим јер је „прљав” новац криминалне групе од шверца кокаина инвестирао у легалне токове.